# Přirozený experiment
Přirozený experiment je empirická výzkumná metoda, ve které výzkumník pozoruje výzkumné subjekty rozdělené do skupin vystavených různé úrovni zásahů. K jejich rozdělení do těchto skupin (experimentálních a kontrolní) přitom dochází na základě vlivů, které výzkumník nemůže řídit, tedy přirozeně. Výzkumník pouze registruje jako pozorovatel to, co se děje bez jeho zásahu. Přirozené experimenty jsou kvaziexperimenty, protože jsou kontrolované (existuje kontrolní skupina), ale nejsou randomizované v přísném smyslu (skupiny nejsou náhodně přiřazeny výzkumníkem), a proto se liší od randomizovaných kontrolovaných studií. V ideálním případě však přirozené rozdělení subjektů připomíná randomizaci. Kromě toho jsou přírodní experimenty terénními studiemi, protože probíhají v terénu a nikoli v laboratoři za standardizovaných podmínek, a pozorovacími studiemi, protože s nezávisle proměnnou výzkumník aktivně nemanipuluje.
Přirozené experimenty jsou užitečné zejména tehdy, když existuje jasně definovaná expozice pro konkrétní subpopulaci, která neovlivňuje jinou subpopulaci, například zavedení nového školského systému v jednom regionu (experimentální skupina), zatímco v sociodemograficky velmi podobné sousední oblasti probíhá výuka po starém (kontrolní skupina). Používají se zejména tam, kde provedení randomizované kontrolované studie není možné z logistických nebo etických důvodů.